# 伊霍章克申 (佛羅里達州)
伊霍章克申（英語：Yeehaw Junction）是位於美國佛羅里達州奧西歐拉縣的一個人口普查指定地區。

## 地理
伊霍章克申的座標為27°42′00″N 81°54′16″W / 27.70000°N 81.90444°W，而該地最高點為海拔高度19米（即62英尺）。

## 人口
根據2010年美國人口普查的數據，伊霍章克申的面積為4.87平方千米，當中陸地面積為4.84平方千米，而水域面積為0.03平方千米。當地共有人口240人，而人口密度為每平方千米49人。